# 皮耶讷
皮耶讷（法語：Piennes，法語發音：[pjɛn]）是法国默尔特-摩泽尔省的一个市镇，位于该省西北部，属于布里埃区。

## 地理
皮耶讷（49°18'24"N, 5°47'11"E）面积4.67 平方千米，位于法国大東部大區默尔特-摩泽尔省，该省份为法国东北部内陆省份，是洛林的一部分，北邻比利时、卢森堡，北起顺时针与摩泽尔省、下莱茵省、孚日省和默兹省接壤。
与皮耶讷接壤的市镇（或旧市镇、城区）包括：栋普里、茹德勒维尔、朗德尔、诺鲁瓦勒塞克、布利尼。

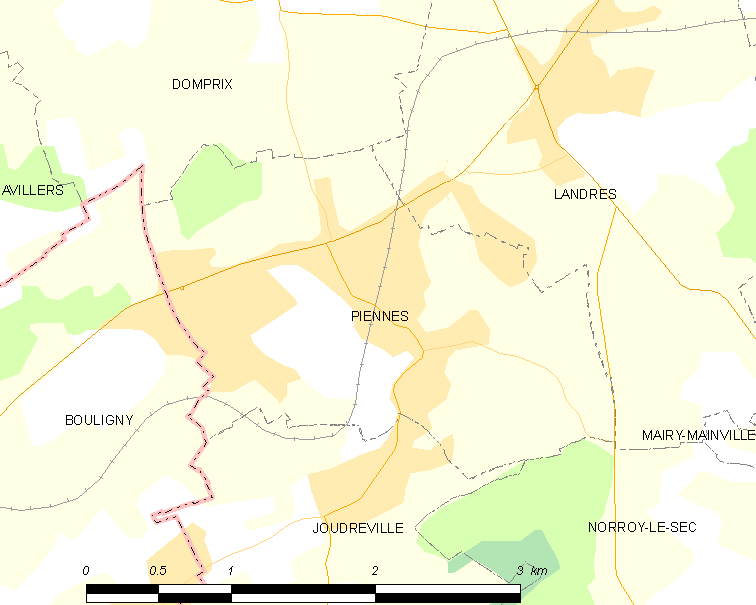
皮耶讷的OSM定位图

皮耶讷的时区为UTC+01:00、UTC+02:00（夏令时）。

## 行政
皮耶讷的邮政编码为54490，INSEE市镇编码为54425。

## 政治
皮耶讷所属的省级选区为布里埃地区县。

## 人口

1962-2008年间皮耶讷人口变化图示

皮耶讷于2022年1月1日时的人口数量为2443人。